# Stegana ctenaria
Stegana ctenaria är en tvåvingeart som beskrevs av Nishiharu 1979. Stegana ctenaria ingår i släktet Stegana och familjen daggflugor. Inga underarter finns listade i Catalogue of Life.